# Frostbältet

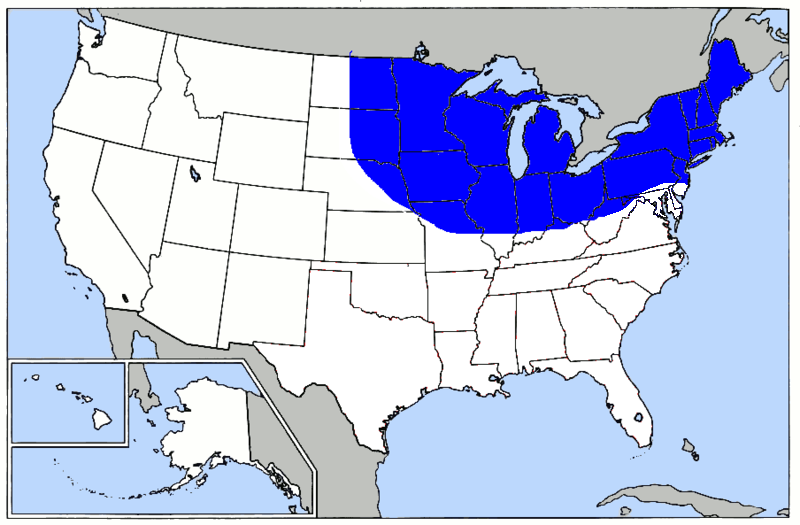
Frostbältet

Frostbältet (engelska: Frost Belt) är ett område i USA bestående av Nordöstra USA, regionen kring Stora sjöarna, samt stora delar av Övre Mellanvästern. Området är känt för sina kalla, frostiga, vintrar med mycket snö.
En gång i tiden var området mer dominerande i USA:s ekonomiska aktivitet, men sedan sent 1900-tal har flyttlassen ofta gått söderut, mot Solbältet. Många pensionärer väljer dock att stanna kvar hemma i norr.

### Fotnoter
1. ↑  Dirk Johnson (6 februari 1999). ”In the Frost Belt, a Place in the Sun”. The New York Times. http://query.nytimes.com/gst/fullpage.html?res=9405E7DD173BF935A35751C0A96F958260&sec=&spon=&pagewanted=2. Läst 8 februari 2009.